# Homecoming: Live at the Village Vanguard
Homecoming: Live at the Village Vanguard ist ein Jazzalbum von Dexter Gordon. Die am 11. und 12. Dezember 1976 im Village Vanguard, New York City entstandenen Aufnahmen erschienen 1977 zunächst als Doppel-LP, schließlich 1990 auf Doppel-CD-Album auf Columbia Records.

## Hintergrund
Der große Beifall, der Dexter Gordon entgegengebracht wurde, als er nach 14 Jahren Lebensmittelpunkt in Europa in die Vereinigten Staaten zurückkehrte, war völlig unerwartet, notierte Scott Yanow. Nicht nur die Jazzkritiker lobten den großartigen Tenorsaxophonisten, sondern es gab auch Schlangen junger Fans, die darauf warteten, seine Auftritte zu sehen. Das Doppelalbum Homecoming wurde während seiner historischen ersten Amerika-Tournee 1976/77 aufgenommen. Gordon spielte in einem Quintett mit dem Trompeter Woody Shaw, dem Pianisten Ronnie Mathews, dem Bassisten Stafford James und dem Schlagzeuger Louis Hayes.

### Exkurs: Dexter Gordon und Vermarktungsstrategien von „Jazz/Progressiver Musik“ bei Columbia Records in den 1970er-Jahren
Das Major-Label Columbia Records hatte ab den frühen 1970er-Jahren mit Alben von Weather Report, Eric Gale, Ramsey Lewis, Al DiMeola (etwa mit Elegant Gypsy, 1977) und Maynard Ferguson auf einmal beispiellose Verkaufserfolge, notierte Peter Keepnews 1979. Es war vor allem der Erfolg dieser Künstler, der es Bruce Lundvall ermöglichte, ein ehrgeiziges Programm zu Vertragsabschlüssen mit Jazzkünstlern – sowohl der regulären als auch der „progressiven“ – zu beginnen, ohne dabei wie ein übermäßig zügelloser Jazzfan auszusehen. Bei Columbia wurde eine „Jazz/Progressive Marketing“-Abteilung unter der Leitung von Vernon Slaughter eingerichtet. Dr. George Butler, der dem Blue Note-Label den Massenmarkterfolg gebracht hatte, wurde als Vice President of Jazz/Progressive A&R von Columbia eingestellt. Dexter Gordon wurde dann unter Vertrag genommen; weitere Neuverpflichtungen folgten – Woody Shaw, Bobby Hutcherson, The Heath Brothers, Cedar Walton, Arthur Blythe. Andere gleichzeitige Neuverpflichtungen – Lonnie Liston Smith, Billy Cobham, Tom Scott, Bob James (der ein eigenes Label bekam, Tappan Zee) – waren offensichtlich mehr von kommerziellen als von künstlerischen Erwägungen motiviert, schrieb Keepnews.
Der Jazz/Progressive-Bereich war offiziell Teil der Marketingabteilung für „schwarze Musik“ des Unternehmens, was im Endeffekt bedeutete, dass die Weißen im Unternehmen Jazz eher als „schwarze“ Angelegenheit betrachteten, doch der Schwerpunkt der Marketingabteilung für „schwarze Musik“ lag im Bereich R&B und „Disco“ – der Musik, die im afroamerikanischen Rundfunk zu dieser Zeit gespielt wurde; und dazu gehörte, wenn überhaupt, wenig „reiner“ Jazz. Bruce Lundvalls Verpflichtung von Dexter Gordon wurde von vielen Schlüsselpersonen bei Columbia Records daher nicht gerade unterstützt, und seine nachfolgenden Vertragsabschlüsse im Bereich Jazz provozierten eine definitive Gegenreaktion, schrieb Ethan Iverson. Der Grund sei einfach gewesen: Es gab eine tief verwurzelte Überzeugung, dass sich Jazzplatten, auch wenn sie vorgeblich „kommerziell“ ausgerichtet sein mögen, mit sehr seltenen Ausnahmen nicht verkaufen ließen. Doch es gab schließlich einen Anstoß für Dexter Gordons Karriere, als Lundvall seinen Mitarbeitern mitteilte, dass er ein persönliches Interesse am Erfolg von Homecoming habe. Infolgedessen gab es in diesem Fall stärkere Bemühungen, um es in anständigen Mengen zu verkaufen, und lief auch im Rundfunk, obwohl die Musik auf Homecoming nicht mit den meisten Formaten des kommerziellen Rundfunks kompatibel war. Das Album erreichte ein viel höheres Verkaufsniveau als alles, was Gordon jemals zuvor aufgenommen hatte; übrigens war es wahrscheinlich das meistverkaufte Bop-Album aller Zeiten. Doch sein Erfolg sei jedoch nicht auf ein Engagement von CBS Records für den Jazz zurückzuführen, meinte Iverson, und er sei nicht auf eine Verkaufsstrategie zurückzuführen gewesen, die auf der Art und Qualität der Musik und ihrem potenziellen Markt beruhte.

## Titelliste
- Dexter Gordon: Homecoming - Live at the Village Vanguard (Columbia C2K 46824)[4]

CD 1

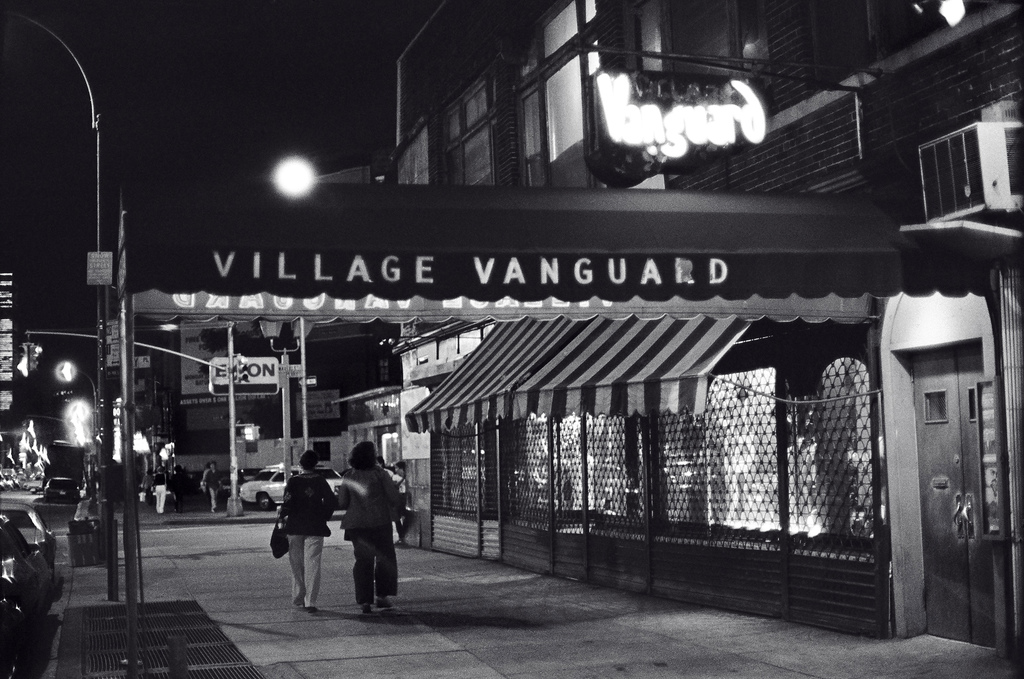
The Village Vanguard bei Nacht (Aufnahme von 1976)

1. Gingerbread Boy (Jimmy Heath) 13:50
2. Little Red's Fantasy (Woody Shaw) 12:48
3. Fenja (Dexter Gordon) 12:48
4. In Case You Haven't Heard (Woody Shaw) 11:13
5. It's You Or No One (Sammy Cahn, Jule Styne) 14:03

CD 2
1. Let's Get Down (Ronnie Mathews) 13:11
2. ’Round Midnight (Bernie Hanighen, Cootie Williams, Thelonious Monk) 13:13
3. Backstairs (Dexter Gordon) 12:41
4. Fried Bananas (Dexter Gordon) 14:34
5. Body and Soul (Heyman, Eyton, Green, Sour) 13:10

Anmerkungen
- Die ursprüngliche Doppel-LP wurde in einer späteren CD-Version durch die Aufnahme bisher unveröffentlichter Versionen von „Fried Bananas“ und „Body and Soul“ ergänzt.
- Das Frontcover-Foto mit dem rauchenden Dexter Gordon wurde ab der Ausgabe des Albums von 1990 ausgetauscht, als es in der Reihe Columbia Jazz Masterpieces erschien.[5]

## Rezeption

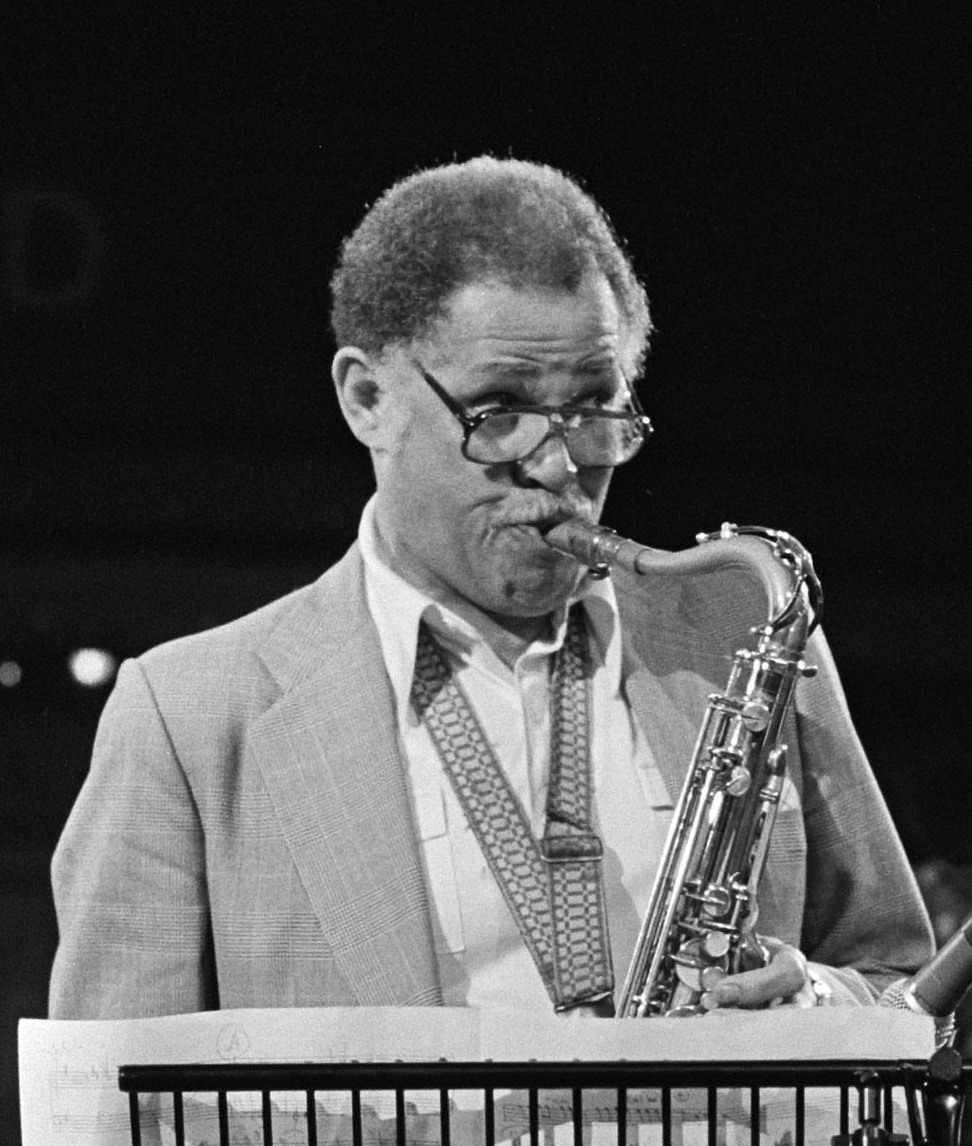
Dexter Gordon bei der Generalprobe im Konzert Muziekcentrum Vredenburg in Utrecht 1980

Scott Yanow verlieh dem Album in Allmusic viereinhalb Sterne und schrieb, Decter Gordon klinge in der Quintett-Besetzung bei diesen langen Auftritten oft überschwänglich; acht der zehn Stücke sind mindestens 11 Minuten lang. Die Aufregung der damaligen Zeit sei in dieser ausgezeichneten Musik definitiv zu spüren.

## Diskographische Hinweise
Von der Tournee des Dexter-Gordon-Quintetts existiert ein weiterer Mitschnitt, Dexter Gordon Quintet at the Village Gate 1976, der im Jazzclub The Village Gate, New York am 26. Oktober 1976 mitgeschnitten wurde: er erschien 2011 auf dem spanischen Reissue-Label Domino (#891213). In New Haven, Connecticut wurde am 5. Mai 1977 in gleicher Besetzung der Titel „Old Folks“ aufgenommen; er erschien 2018 auf dem Album Tokyo 1975 bei Elemental Music.
Das Album war auch Bestandteil der Kompilation Dexter Gordon: The Complete Columbia Albums Collection (Columbia/Legacy 88697-91892-2), gekoppelt mit Gordons folgenden Columbia-Veröffentlichungen Sophisticated Giant (1977), Manhattan Symphonie und Great Encounters (1978) sowie weiteren Mitwirkungen des Saxophonisten in dieser Zeit für das Label, wie mit den CBS Jazz All-Stars (Havana Jam) und dem Promotion-Album God Rest Ye Merry Jazzmen.